# Hellingbaan (schip)

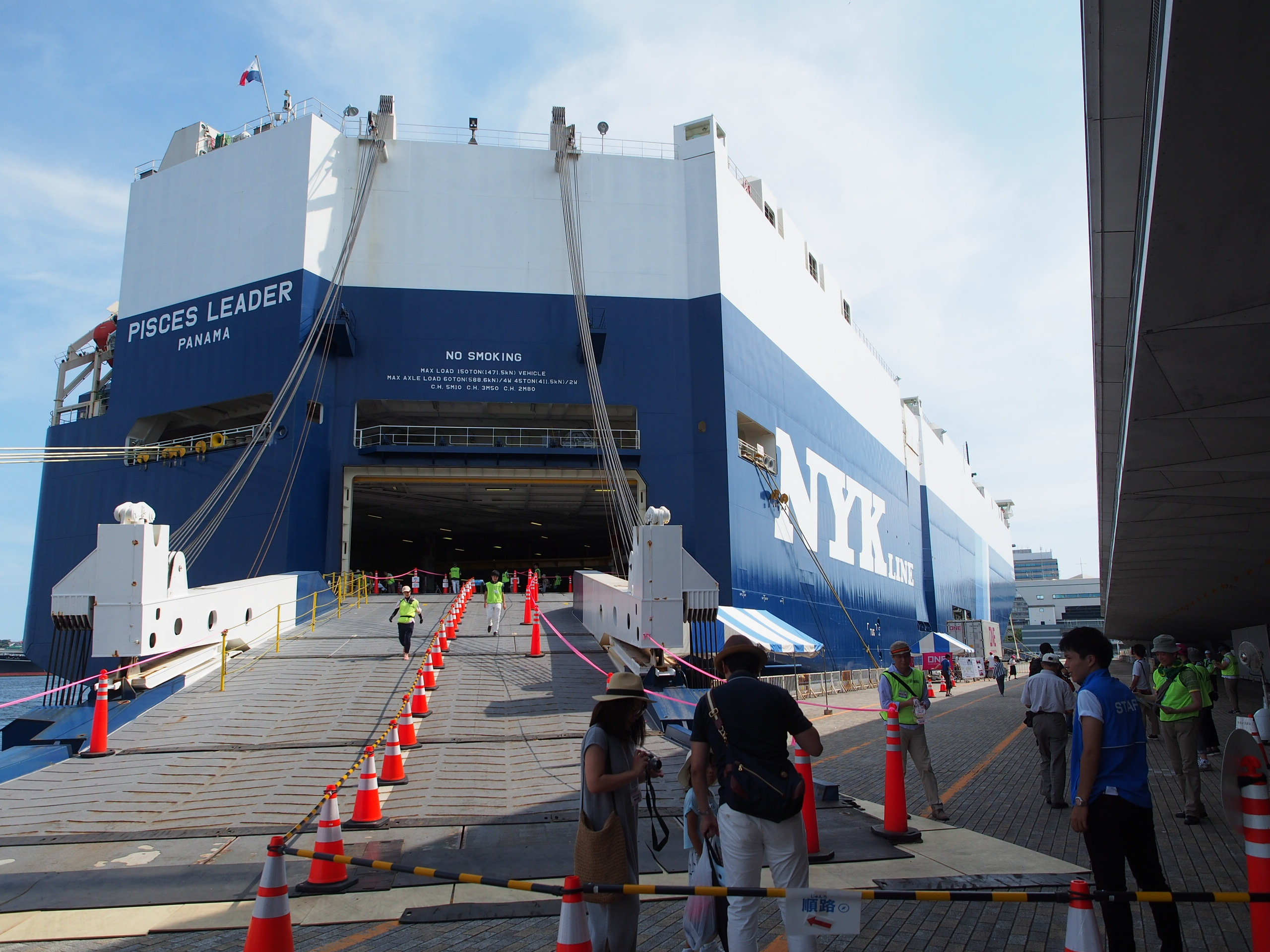
Hellingbaan

Een hellingbaan is een middel om roro-schepen te laden. In de maritieme sector is deze hellingbaan beter bekend onder de Engelstalige benaming ramp. Deze ramps worden zowel in het schip zelf gebruikt, om de lading te verplaatsen, als van het schip naar de kaai, om de voertuigen te laden.

## Tussen wal en schip
Er zijn verschillende soorten ramps die gebruikt kunnen worden om een connectie tussen het schip en de wal te maken. Doorgaans wordt onderscheid gemaakt tussen "straight ramps", "quarter ramps" en "slewing ramps".
Een “straight ramp” is een hellingbaan die recht vanuit de voorschip, achterschip of zijkant van het schip met de wal verbinding maakt. Dit wil zeggen dat de ramp in het verlengde van de langsscheepse as ligt of er loodrecht opstaat.
Een straight ramp vanuit de boeg bevindt zich tussen de boegdeuren en het aanvaringsschot. De hellingbaan fungeert als waterdichte deur. Hierdoor zijn er in het voorschip twee elementen aanwezig die bescherming bieden in het geval van een frontale aanvaring of in het geval de boegdeuren het begeven. Een dergelijke hellingbaan op achterschip of in de zijkant van een schip vormt een geheel met de buitenstructuur van het schip. Dit wil zeggen dat de hellingbaan de enige waterdichte deur is tussen de golven en het binnenschip. Er zijn allerlei strenge maatregelen waaraan dit soort hellingbanen moeten voldoen.
Een quarter ramp  is een hellingbaan die een hoek van 45° maakt met de langsscheepse as van het schip. 
Elke hellingbaan heeft zijn voor- en nadelen. Bij een hellingbaan in voor- of achterschip moet men rekening houden met de lengte van het schip; deze moet volledig tegen de kaai kunnen liggen. Bij een quarterramp kan men maar met één kant langszij gaan.                     

## In het schip
Binnen een schip kent men ook verschillende type hellingbanen; fixed ramp en hoistable ramp.
Een fixed inboard ramps is een gewone helling die alle dekken onderling met elkaar verbindt. Men kan het vergelijken met de hellingen in ondergrondse parkeergarages die alle verdiepingen met elkaar verbinden. Een enorm nadeel van dit type hellingbaan is wel dat er ruimte verloren gaat aangezien er niets onder de hellingbaan kan worden geplaatst.
Bij een hoistable ramp tussen de dekken wordt het dek afgesloten wanneer de hellingbaan in horizontale positie wordt geheven. Dit soort van hellingbaan kan verschillende lengtes hebben en hoeken maken afhankelijk van de vrachtruimte onder de ramp.
Een hoistable car deck is ongeveer hetzelfde als een hoistable ramp. Bij het laden vult men eerst het dek en daarna de ramp. Vervolgens wordt de ramp samen met de auto’s erop naar boven geheven. Dit betekent dat er niets van ruimte verloren gaat.